# Ipoglicemia diabetica
L'ipoglicemia diabetica è determinata da un basso livello di glucosio nel sangue che si verifica in una persona con diabete mellito (generalmente di tipo 1). È uno dei tipi più comuni di ipoglicemia osservati nei pronto soccorso e negli ospedali.
In generale, l'ipoglicemia si verifica quando il trattamento per abbassare la glicemia elevata è troppo aggressivo.

## Definizione
Il cut-off inferiore del glucosio nel sangue è di 70 mg / dl, sebbene in qualcuno con diabete, i sintomi ipoglicemici possano a volte verificarsi a livelli diversi. Alcuni testi descrivono come normali i valori tra 80 mg / dl e 120 mg / dl Questa variabilità è ulteriormente aggravata dall'imprecisione delle misurazioni del glucometro economici e dal fatto che si tratta di un valore fisiologicamente altalenante.

## Eziologia
L'ipoglicemia diabetica può verificarsi in qualsiasi persona con diabete che assume farmaci ipoglicemizzanti (il più potente in assoluto è l'insulina). Essendo la totalità dei diabetici di tipo 1 insulino dipendenti, l'ipoglicemia diabetica è più comune nel DM1. L'ipoglicemia può anche essere causata da sulfoniluree nelle persone con diabete di tipo 2, sebbene sia molto meno comune perché la controregolazione del glucosio generalmente rimane intatta nelle persone con diabete di tipo 2. L'ipoglicemia grave si verifica raramente, se non mai, nelle persone con diabete trattati solo con dieta, esercizio fisico o sensibilizzanti all'insulina.
L'ipoglicemia è una vera emergenza medica, che richiede un tempestivo riconoscimento e trattamento per prevenire danni agli organi e al cervello.

## Clinica

### Segni e sintomi
L'ipoglicemia diabetica può essere lieve, riconosciuta facilmente dal paziente e risolta con una piccola quantità di carboidrati ingeriti, oppure può essere abbastanza grave da causare uno stato di incoscienza che richiede destrosio per via endovenosa o un'iniezione di glucagone. Una grave incoscienza ipoglicemica è una forma di coma diabetico. Una definizione medica comune di ipoglicemia grave è "ipoglicemia abbastanza grave che la persona ha bisogno di assistenza per affrontarla". Una comorbilità è il problema dell'inconsapevolezza dell'ipoglicemia. I sintomi dell'ipoglicemia diabetica, quando si verificano, sono quelli dell'ipoglicemia: neuroglicopenica, adrenergica (cioè, attivazione dei recettori adrenergici, con conseguente, ad esempio, battito cardiaco accelerato) e addominale. I sintomi e gli effetti possono essere lievi, moderati o gravi, a seconda di quanto in basso si riduce il glucosio e di una varietà di altri fattori. È raro ma possibile che l'ipoglicemia diabetica provochi danni cerebrali o morte. Infatti, circa il 2-4% dei decessi delle persone con diabete mellito di tipo 1 è stato attribuito all'ipoglicemia. L'ipoglicemia può innescare un effetto Somogyi, con conseguente aumento della glicemia o iperglicemia.
Anche se ci si aspetta che gli episodi ipoglicemici siano accompagnati dai sintomi tipici (ad es. Tremore, sudorazione, palpitazioni, ecc.), Non è sempre così. Quando l'ipoglicemia si verifica in assenza di tali sintomi, si parla di inconsapevolezza ipoglicemica. Soprattutto nelle persone con diabete di tipo 1 di lunga data e in coloro che tentano di mantenere livelli di glucosio più vicini alla normalità, l'inconsapevolezza dell'ipoglicemia è comune.
Nei pazienti con diabete mellito di tipo 1, quando i livelli di glucosio plasmatico diminuiscono, i livelli di insulina non diminuiscono - sono semplicemente un riflesso passivo dell'assorbimento di insulina esogena. Inoltre, i livelli di glucagone non aumentano. Pertanto, la prima e la seconda difesa contro l'ipoglicemia sono già perse nel diabete mellito di tipo 1 stabilito. Inoltre, la risposta adrenergica all'ipoglicemia è tipicamente attenuata dalla neuropatia diabetica.
I seguenti fattori contribuiscono all'inconsapevolezza ipoglicemica:
- Potrebbe esserci una neuropatia autonomica anche dovuta al diabete stesso
- Il cervello potrebbe essere diventato desensibilizzato all'ipoglicemia
- La persona potrebbe usare medicinali che mascherano i sintomi dell'ipoglicemia

#### Neuropatia autonomica
Durante l'ipoglicemia, il corpo normalmente rilascia catecollammine come l'adrenalina (chiamata anche epinefrina). Questo ha due scopi: l'effetto β dell'adrenalina è responsabile delle palpitazioni e dei tremori, avvertendo il paziente che è presente ipoglicemia. L'effetto β dell'epinefrina stimola anche il fegato a rilasciare glucosio (gluconeogenesi e glicogenolisi). In altre parole, l'adrenalina avverte il paziente della presenza di ipoglicemia e segnala al fegato di rilasciare glucosio per invertirla. In assenza di rilascio di adrenalina, o quando si attenua (si riduce) durante l'ipoglicemia, il paziente può non essere consapevole che il suo livello di glucosio è basso. Questa è definita "inconsapevolezza ipoglicemica". Il problema è aggravato poiché, in assenza di un'adeguata risposta dell'epinefrina, anche le normali risposte di glicogenolisi e gluconeogenesi possono essere perse o attenuate.
Poiché il rilascio di adrenalina è una funzione del sistema nervoso autonomo, la presenza di neuropatia autonomica (cioè un sistema nervoso autonomo danneggiato) farà sì che il rilascio di adrenalina in risposta all'ipoglicemia venga perso o attenuato. Sfortunatamente, il danno al sistema nervoso autonomo sotto forma di neuropatia autonomica è una complicanza comune del diabete di lunga data (specialmente il diabete di tipo 1), quindi la presenza di inconsapevolezza ipoglicemica può essere un segno di neuropatia autonomica, sebbene la risposta autonomica all'ipoglicemia è già compromessa nei pazienti con diabete mellito di tipo 1 anche in assenza di neuropatia autonomica. 
Poiché la risposta autonomica simpatica, mediata dall'adrenalina, è, in effetti, il sistema aggiuntivo dell'organismo per rispondere all'ipoglicemia, i pazienti con diabete di tipo 1 sono costretti a fare affidamento quasi esclusivamente sul sistema nervoso parasimpatico, che purtroppo può deteriorarsi nel tempo. La ridotta risposta autonomica causa la sindrome dell'inconsapevolezza dell'ipoglicemia con perdita dei sintomi premonitori idello sviluppo dell'ipoglicemia.

#### Desensibilizzazione cerebrale all'ipoglicemia
Se una persona ha frequenti episodi di ipoglicemia (anche lievi), il cervello si "abitua" al basso livello di glucosio e non segnala più il rilascio di adrenalina durante tali periodi. Più specificamente, ci sono trasportatori del glucosio situati nelle cellule cerebrali (neuroni). Questi trasportatori aumentano di numero in risposta a ripetute ipoglicemie (questo consente al cervello di ricevere un apporto costante di glucosio anche durante l'ipoglicemia). Di conseguenza, quella che una volta era la soglia ipoglicemica per il cervello per segnalare il rilascio di adrenalina diventa inferiore. L'adrenalina non viene rilasciata, se non del tutto, fino a quando il livello di glucosio nel sangue non è sceso a livelli ancora più bassi. Clinicamente, il risultato è l'inconsapevolezza ipoglicemica.
Poiché l'ipoglicemia ripetuta è comune nelle persone con diabete che si sforzano di mantenere i loro livelli di glucosio vicino alla normalità, l'incidenza dell'inconsapevolezza dell'ipoglicemia diventa più prevalente nei pazienti che seguono i protocolli di "trattamento intensivo".
Il trattamento più comune per questa condizione è liberalizzare i livelli di glucosio target del paziente, nel tentativo di diminuire la frequenza degli episodi ipoglicemici. L'inconsapevolezza ipoglicemica a volte scompare quando la frequenza degli episodi ipoglicemici è diminuita, ma non è sempre così.

### Beta bloccanti
Se si verifica ipoglicemia in qualcuno che sta usando questo tipo di farmaco, potrebbe non manifestare i tipici sintomi di avvertimento adrenergici come tremore e palpitazioni. Ancora una volta, il risultato è l'inconsapevolezza ipoglicemica. I beta-bloccanti quindi impediscono anche che l'adrenalina stimoli il fegato a produrre glucosio, e quindi possono rendere l'ipoglicemia più grave e / o più protratta. Di tutti i sintomi dell'ipoglicemia, la sudorazione in genere non è bloccata dai beta-bloccanti.

## Trattamento

### Assunzione di glucosio per via orale
La glicemia di solito può essere portata alla normalità in pochi minuti con 15-20 grammi di mono/disaccaridi, anche se il trattamento eccessivo dovrebbe essere evitato se possibile. Può essere assunto come cibo o bevanda se la persona è cosciente e in grado di deglutire. Questa quantità di carboidrati è contenuta in circa 100-120 ml di succo d'arancia, di mela o d'uva o circa 120-150 ml di bevanda gassata zuccherata. 
L'amido viene rapidamente digerito in glucosio, ma l'aggiunta di grassi o proteine ritarda la digestione.
Deve essere considerata la composizione del trattamento, poiché il succo di frutta è tipicamente più ricco di fruttosio, che impiega più tempo per metabolizzare il corpo rispetto al semplice destrosio (detto anche glucosio) da solo. Dopo il trattamento, i sintomi dovrebbero iniziare a migliorare entro 5-10 minuti, sebbene il recupero completo possa richiedere 10-20 minuti. Il trattamento eccessivo non accelera il recupero e in seguito produrrà semplicemente iperglicemia, che alla fine dovrà essere corretta. D'altra parte, poiché l'eccesso di insulina rispetto alla quantità richiesta per normalizzare lo zucchero nel sangue può continuare a ridurre i livelli di zucchero nel sangue dopo che il trattamento ha prodotto una normalizzazione iniziale, è necessario un monitoraggio continuo per determinare se è necessario un ulteriore trattamento.

### Glucosio per via endovenosa
Se una persona non può ricevere gel o compresse di glucosio per via orale, come nel caso di incoscienza, convulsioni o stato mentale alterato, i medici possono somministrare una soluzione contenente destrosio e soluzione salina. Questi sono disponibili nel 5%, 10%, 25% e 50%. Il destrosio al 25% e al 50% è fortemente flebotossico a causa della loro iperosmolarità e deve essere somministrato solo attraverso una linea IV pervia. È molto più sicuro usare una soluzione di destrosio al 10% durante il trattamento dell'ipoglicemia per via endovenosa nei bambini di età inferiore ai 14 anni. Quando si utilizza Destrosio al 25% bisogna usare una linea centrale o una linea intraossea. 

### Glucagone
Il glucagone è un ormone che contrasta rapidamente gli effetti metabolici dell'insulina nel fegato, provocando la glicogenolisi e il rilascio di glucosio nel sangue. Può aumentare il glucosio di 30-100 mg / dL in pochi minuti in qualsiasi forma di ipoglicemia causata da eccesso di insulina (inclusi tutti i tipi di ipoglicemia diabetica). Viene fornito in un kit di emergenza di glucagone che include minuscole fiale contenenti 1 mg, che è una dose standard per adulti. Il glucagone nella fiala è un pellet liofilizzato, che deve essere ricostituito con 1 mL di acqua sterile, inclusa nel "kit".  Il glucagone funziona se somministrato per via sottocutanea, ma l'assorbimento e il recupero sono più rapidi se viene iniettato in profondità in un muscolo (di solito al centro della parte esterna della coscia). Ha un effetto ancora più rapido se somministrato per via endovenosa, ma raramente è praticabile. Gli effetti collaterali del glucagone possono includere nausea e mal di testa, ma questi possono anche verificarsi dopo una grave ipoglicemia anche quando il glucagone non viene utilizzato. I rischi dell'uso di glucagone sono molto inferiori ai rischi di ipoglicemia grave e di solito può produrre un recupero più rapido rispetto alla chiamata di paramedici e all'attesa che inizino una linea endovenosa per somministrare destrosio. Se qualcuno usa questo kit, dovrebbe essere visto al pronto soccorso, poiché il glucagone esaurisce le riserve di glicogeno e può portare a un'ipoglicemia mortale di rimbalzo.
Diverse aziende stanno sviluppando dispositivi per l'iniezione di glucagone con l'obiettivo di semplificare la somministrazione per operatori sanitari e pazienti durante gravi eventi ipoglicemici. Per molti, l'attuale standard di cura (il kit di emergenza glucagone) è gravoso e non adatto a chi si prende cura di lui o al paziente a causa dei molteplici passaggi necessari per somministrare il farmaco, specialmente durante una situazione di emergenza.